# Труды Ярославского губернского статистического комитета
«Труды Яросла́вского губе́рнского статисти́ческого комите́та» — сборник, выходивший в Ярославле с 1866 по 1885 год.

## История
Сборник издавался Ярославским губернским статистическим комитетом и выходил с 1866 по 1885 год нерегулярно. В 1866 году были выпущены выпуски 1 и 2; в 1867 — выпуск 3; в 1868 — выпуски 4 и 5; в 1871 — выпуски 6 и 7; в 1875 — выпуск 8; в 1885 — выпуск 9. Последний выпуск был издан в Москве.
Редактировал сборник А. К. Фогель (выпуски 1—8) и М. А. Лапинский (выпуск 9).
Сборник включал в себя естественно-исторические, экономические, этнографические, географические, геологические статьи, относящиеся к Ярославской губернии.